# Jeremiah B. Howell

Jeremiah Brown Howell

Jeremiah Brown Howell (* 28. August 1771 in Providence, Colony of Rhode Island and Providence Plantations; † 5. Februar 1822 ebenda) war ein US-amerikanischer Politiker, der den Bundesstaat Rhode Island im US-Senat vertrat.
Der noch zur Kolonialzeit in Providence geborene Jeremiah Howell, dessen Vater David Howell als Delegierter dem Kontinentalkongress angehörte, erhielt seine Ausbildung auf privaten Schulen. Danach besuchte er das College of Rhode Island and Providence Plantations, die heutige Brown University, und machte dort im Jahr 1789 seinen Abschluss. In der Folge studierte er die Rechtswissenschaften, wurde 1793 in die Anwaltskammer aufgenommen und begann als Jurist in Providence zu praktizieren. Er schloss sich auch der Miliz von Rhode Island an und brachte es dort bis zum Brigadegeneral.
1810 wurde Howell als Nachfolger des nicht mehr kandidierenden Elisha Mathewson in den Senat der Vereinigten Staaten gewählt. Als Mitglied der Demokratisch-Republikanischen Partei nahm er sein Mandat in Washington, D.C. vom 4. März 1811 bis zum 3. März 1817 wahr; während dieser Zeit stand er unter anderem dem Pensionsausschuss als Chairman vor. Zur Wiederwahl trat er 1816 nicht an; sein Nachfolger wurde der Föderalist James Burrill. Fünf Jahre nach dem Ende seiner Senatslaufbahn starb Howell in seinem Geburtsort Providence.